# Hugo Machhaus
Hugo Machhaus (* 4. Juli 1889 in Haunzenbergersöll; † 4. Mai 1923 in München) war ein deutscher Kapellmeister und Journalist. Er war von 1920 bis 1921 Chefredakteur des Völkischen Beobachters. Er wurde vor allem bekannt als eine der Zentralfiguren des sogenannten „Fuchs-Machhaus-Putsches“ von 1923.

## Leben und Tätigkeit

### Frühe Jahre und Tätigkeit als Redakteur beim Völkischen Beobachter
Während des Ersten Weltkriegs geriet Machhaus in französische Gefangenschaft, aus der er Anfang 1920 entlassen wurde. Im März dieses Jahres beteiligte er sich am Kapp-Putsch. Nach dessen Scheitern siedelte er nach München über, wo er sich dem Freikorps Oberland und eventuell auch der NSDAP anschloss.
Kurz nachdem die NSDAP im Jahr 1920 die Münchener Zeitung Völkischer Beobachter erworben hatte, wurde Machhaus am 25. Dezember 1920 zu ihrem Chefredakteur (Hauptschriftleiter) ernannt. Er verblieb auf diesem Posten bis zum Mai 1921, als Hermann Esser und kurz danach Dietrich Eckart an seine Stelle traten. Anschließend war Machhaus noch bis 1922 einfacher Redakteur des Beobachters, um in diesem Jahr endgültig aus der Redaktion auszuscheiden.

### Die Fuchs-Machhaus-Affäre (1923)
Im Jahr 1922 und Anfang 1923 war Machhaus zusammen mit Georg Fuchs, dem zeitweiligen Führer des Blücherbundes, der vormals ebenfalls als Redakteur im Dienst des Völkischen Beobachters gestanden hatte, in führender Weise in Bestrebungen verwickelt, einen separatistischen Putsch zu organisieren, der das Ziel hatte, Bayern als autonomen Staat vom Deutschen Reich abzutrennen („Fuchs-Machhaus-Affäre“). Diese Aktivitäten wurden heimlich von französischen Stellen, speziell vom Deuxième Bureau, finanziert, die hofften, durch eine Zerstörung der Einheit des Deutschen Reiches dieses politisch und militärisch zu schwächen, so dass es endgültig aufhören würde, eine Bedrohung für seine Nachbarn darzustellen.
Im Einzelnen sahen die Pläne von Machhaus und Fuchs vor, eine vorübergehende Diktatur in Bayern zu errichten, in der die Regierungsgeschäfte von einem Regentschaftsrat geführt werden sollten, dem prominente volkstümliche Persönlichkeiten wie Franz von Epp, Gustav von Kahr und Ernst Pöhner angehören sollten. Nach einer Konsolidierungsphase sollte in einer Volksabstimmung darüber abgestimmt werden, ob der Freistaat zur Monarchie zurückkehren oder ob eine demokratische Republik eingeführt werden sollte.
Die Bemühungen von Fuchs und Machhaus gelangten schließlich zur Kenntnis der bayerischen Regierung, die sie und einige weitere in die separatistischen Putschpläne verwickelte Personen (den Kaufmann Johann Munk, den Kaufmann Johann Berger, den Studenten Richard Gutermann und den Landwirt Rudolf Gutermann) am 28. Februar 1923 verhaften ließ. Im sogenannten Fuchs-Machhaus-Prozess, der vom 4. Juni bis 9. Juli 1923 unter dem Vorsitz von Richter Georg Neithardt vor dem Volksgericht I in München stattfand, wurde Fuchs am 9. Juli 1923 wegen Hoch- und Landesverrats zu einer Zuchthausstrafe von zwölf Jahren verurteilt. Munk erhielt ein Jahr und drei Monate. Berger und Gutermann wurden freigesprochen. Machhaus war zu diesem Zeitpunkt bereits tot, er hatte sich während der Untersuchungshaft das Leben genommen, indem er sich in seiner Zelle erhängte. Ein anderer Angeklagter, Karl Kühles, hatte bereits am 6. März 1923 Suizid begangen. Fuchs äußerte in seinem 1931 erschienenen Buch Wir Zuchthäusler Zweifel daran, dass es sich bei Machhaus’ Tod um einen Freitod gehandelt hatte, und argwöhnte, dass es sich um einen kaschierten Fememord gehandelt haben könnte.
Die Finanzierung von Machhaus’ Aktivitäten in den Jahren 1922 und 1923 und seine Verbindungen zum Hitler-Kreis gaben in späteren Jahren, so bei dem frühen Hitler-Biographen Konrad Heiden, wiederholt Anlass zu Vermutungen, dass Machhaus in diesen Jahren als eine Art Verbindungsmann der NSDAP nach Frankreich fungiert haben könnte und dass er der NSDAP in ihrer Frühphase verdeckte finanzielle Unterstützungen durch den französischen Staat vermittelt habe, der durch eine Stärkung der radikalen Partei zu einer Destabilisierung des deutschen Staates habe beitragen wollen. Heiden verweist auf Mitteilungen, die er erlangt habe, dass französische Regierungsstellen de NSDAP über 8 oder 9 Zwischenstellen, die sich insbesondere im Saarland befunden hätten, Gelder hätten zukommen lassen. Heiden hält das Szenario einer bewussten Tätigkeit Hitlers für die Franzosen jedoch für äußerst unwahrscheinlich: Stattdessen stellt er die ihm als plausibler erscheinenden Möglichkeiten in den Raum, dass Machhaus der NSDAP französische Gelder vermittelt habe, ohne dass Hitler als geschworener Franzosenfeind von der Herkunft derselben gewusst habe (sondern hierüber getäuscht geworden sei) bzw. dass Hitler hiervon schließlich erfahren habe und Machhaus deswegen verstoßen habe. Auch Heiden bezweifelte, dass Machhaus' Tod ein authentischer Suizid gewesen war. Dies begründete er damit, dass Machhaus sich nach seinen Informationen in seiner Zelle mit seinem Hosengurt erhängt habe, was aber insofern verwunderlich sei, als es normalerweise üblich sei, Gefangenen anlässlich ihrer Inhaftnahme Gürtel und ähnliches abzunehmen. Dementsprechend hält er es für naheliegend, dass bei Machhaus’ „sonderbarem“ Suizid nachgeholfen worden ist.